# Deé Nagy Anikó
Deé Nagy Anikó (Marosvásárhely, 1939. október 10. –) bibliográfus, könyvtáros, könyvtártörténeti kutató.

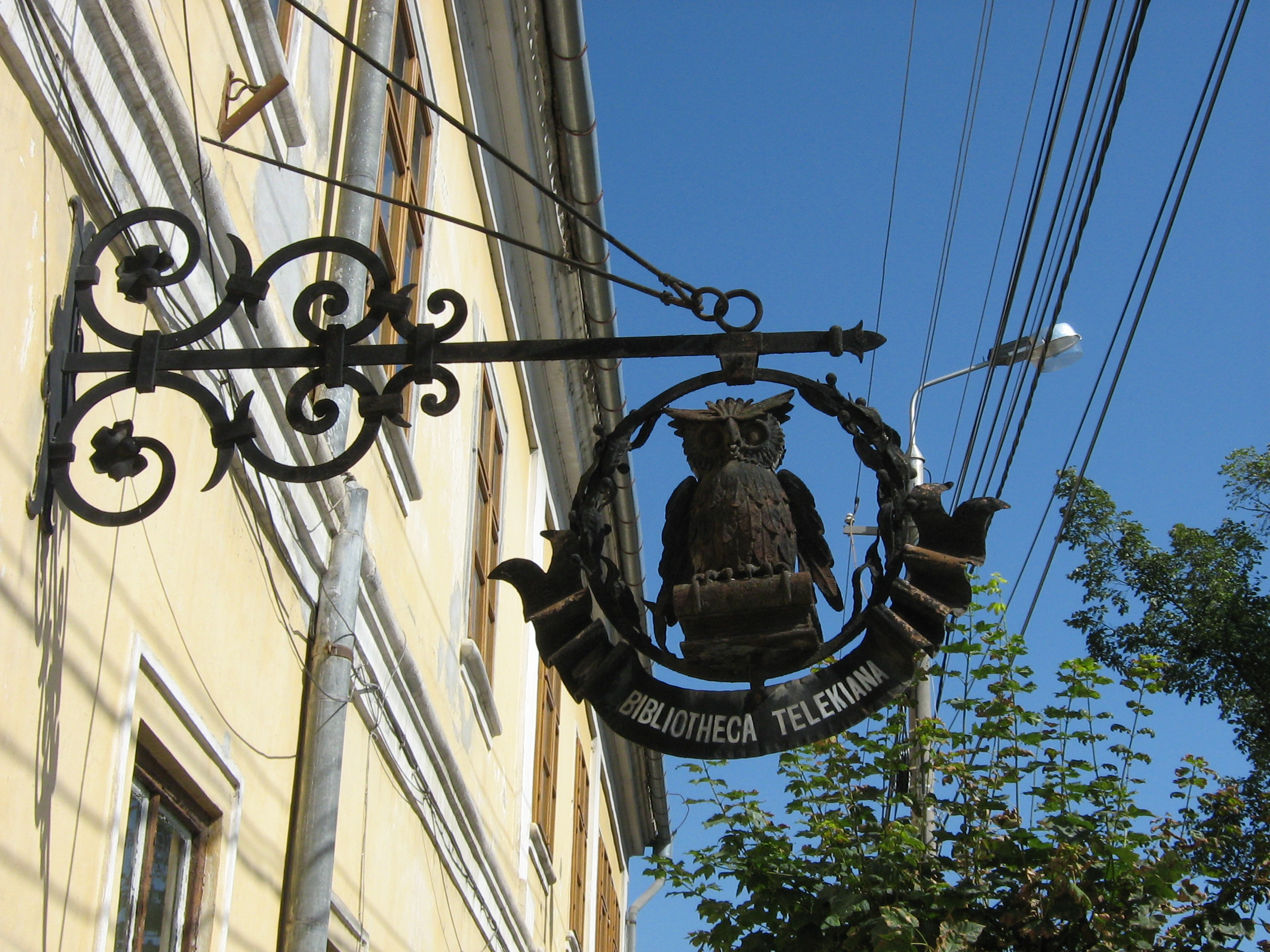
Teleki Téka

## Pályafutása
Elemi és középiskoláit Marosvásárhelyen, egyetemi tanulmányait a kolozsvári Babeș–Bolyai Tudományegyetem Filológia német–magyar szakán végezte, doktorátust 1975-ben a Babeș–Bolyai Egyetemen szerzett. 1963 és 1964 között férjét követve általános iskolai tanár volt Pókán (Maros megye). 1965-től a marosvásárhelyi Teleki–Bolyai Könyvtár bibliográfusaként, 1981-től 1999-ig (nyugdíjazásáig) könyvtárvezetőként dolgozott.
1994-ben Monoki István-díjat kapott az EMKE részéről, 2000-ben Szinnyei József-díjjal tüntette ki a Magyar Nemzeti Kulturális Örökség Minisztériuma. 2009-ben az Erdélyi Múzeum Egyesület Mikó Imre-emlékérmet adományozott az EME-ben kifejtett tudományos tevékenységéért. 2009 októberében, hetvenedik születésnapján a szakma a Könyvek által a világ... című könyvtár- és művelődéstörténeti tanulmánykötettel köszöntötte. A kötetben a régi könyvvel foglalkozó magyarországi és erdélyi szakemberek tanulmányait olvashatjuk.
Egerben él.

## Jelentősebb munkái
- Teleki Sámuel és a Teleki-Téka (Kriterion Könyvkiadó, Bukarest, 1976)
- A könyvtáralapító Teleki Sámuel (Erdélyi Múzeum-Egyesület, Kolozsvár, 1997)
- A marosvásárhelyi Teleki–Bolyai könyvtár ex librisei (Balassi Kiadó Budapest – Polis Könyvkiadó, Kolozsvár, 2001)
- Emlékkönyv a Teleki Téka alapításának 200. évfordulójára 1802-2002 (Teleki Téka Alapítvány – Mentor Kiadó, Basel–Marosvásárhely, 2002) (Közös szerk. Sebestyén-Spielmann Mihály, Vakarcs Szilárd)
- Gondolatok a marosvásárhelyi Teleki Tékából (Pallas-Akadémia Kiadó, Csíkszereda, 2007)
- Én Istenem, hová leszünk?... Húsz éves az Erdély Művészetéért Alapítvány; szerk. Deé Nagy Anikó, Demeter Ervin; Erdély Művészetéért Alapítvány–Vármegye Galéria, Bp., 2008
- Laus Libri - Nyomdász- és kiadójelvények a marosvásárhelyi Teleki-Bolyai Könyvtár 15-16 századi kiadványaiban (Mentor Kiadó-Pro Print Könyvkiadó, Marosvásárhely-Csíkszereda, 2011)
- Báró hadadi Wesselényi Kata, a hitben élő református nagyasszony (Kriterion Könyvkiadó, Kolozsvár 2017)
- Gróf iktári Bethlen Zsuzsanna és szakácskönyve (Kriterion Könyvkiadó, Kolozsvár 2019) (Közös szerk. László Lóránt)
- Teleki Sámuel peregrinációs naplója (Kriterion Könyvkiadó, Kolozsvár 2020)